# 曾之肖
曾之肖，字梦弼，號石城，湖廣承天府京山县人，明朝政治人物。同进士出身。

## 生平
六月十九日生，治易经。萬曆十九年（1591年）辛卯科湖廣乡试第七十二年举人，二十三年（1595年）乙未科进士，户部觀政，二十四年六月授四川隆昌县知县，邑当孔道，值取蜀才，庶务毕举，不久去世。

## 家族
曾祖曾正贤，庠生。祖曾任，庠生。父曾自中。母馬氏。具庆下。娶李氏，子世恬、世怡、世恪、世惇。